# スクラン☆お茶会!
スクラン☆お茶会!（スクラン　おちゃかい）は、2005年10月から2006年3月まで文化放送、ラジオ大阪で放送されたラジオ番組。全26回＋特別編1回（ラジオ大阪のみ）。

## 番組概要
- 番組はメインパーソナリティーの清水香里と月交代で登場するマンスリーパーソナリティーによって進められた。また、原作者の小林尽もたびたび出演しており、一応ゲスト扱いだがその登場回数は清水に次いで多い。
- 担当するマンスリーパーソナリティーが演じるキャラクターによって、月ごとにサブタイトル（後述）が付けられていた。CMの前後では　清水「スクラン☆お茶会!」　マンスリーパーソナリティー「（サブタイトルを読む）」　という方式でほぼ統一されている。
- 10月2日放送分（♯1）はマンスリーパーソナリティーの高橋広樹が寝坊のためおらず、清水が一人で放送した。
- 12月18日放送分（♯12）ではラジオ大阪と文化放送で異なった内容が放送された（ラジオ大阪ではVステ冬の陣の一環として生放送が行われ、文化放送は関東SPとしてオリジナルの録音放送が行われた）。
- 1月1日放送分については『お正月SP』として放送されたので通し番号（♯）には含まれないが、放送時期としては♯13と♯14の間にあたる。
- 2月5日放送分（♯18）では清水香里が病欠のため小清水亜美が一人でパーソナリティーを務めた。
- 改編時期の都合により放送日が1回分多かったラジオ大阪でのみ4月2日に特別編が放送された。
- この番組の方式の様々な部分が後の「スクラン二学期 ウィークエンド」やラジオCD「裏 スクールランブル 二学期」シリーズに受け継がれている。

※放送日については一番早いラジオ大阪の放送日を記した。

## 出演者

### パーソナリティー

#### メインパーソナリティー
- 清水香里（高野晶役）

#### マンスリーパーソナリティー
- 2005年10月（♯2～♯5）　高橋広樹（播磨拳児役）
- 2005年11月（♯6～♯9）　川田紳司（花井春樹役）
- 2005年12月（♯10～♯13）　福井裕佳梨（サラ・アディエマス役）
- 2006年1月（♯14～♯17）　能登麻美子（塚本八雲役）
- 2006年2月･3月（♯18～♯25）　小清水亜美（塚本天満役）

### ゲスト
- 小林尽　♯3･♯8･♯9･♯12･お正月SP･♯16･♯17･♯18･♯22･♯23･♯24･♯25･特別編
- 小清水亜美　♯4･♯5･お正月SP
- 岩田光央　♯12
- 高橋広樹　お正月SP
- 川田紳司　お正月SP･特別編
- 福井裕佳梨　お正月SP
- 時東ぁみ　♯20

## サブタイトル
- 10月　ドラゴンVS猿
- 11月　メガネの逆襲！
- 12月　愛の懺悔室
- お正月SP　お正月だよ 全員集合！
- 1月　見えちゃうんです
- 2月　お姉ちゃんパワー発動！
- 3月　ぐるぐるまわ～る
- 特別編　メガネの帰還

## コーナー

### レギュラーコーナー
- 私をお茶に連れてって - リスナーから好きな人をお茶に誘う決めゼリフやリスナーのまわりのデート事情、デートにまつわるお悩みなどを募集。番組初登場の人間に自分の決め台詞を言わせるのが恒例化している。
- 嗚呼、青春の学校生活！ - リスナーからスクランでやって欲しい学校行事やイベントまたはリスナー自身の学校の面白い行事、校則、部活動などを募集。
- 姐さんのヒトコト - リスナーから清水に言ってもらいたいセリフを募集。

※「私をお茶に連れてって」と「嗚呼、青春の学校生活！」は隔週放送（ただし特別企画が入った場合は休止）、「姐さんのヒトコト」はエンディング後にほぼ毎回放送。

### 特別企画
- スクラン諜報部（♯2･♯23･♯24･♯25）

スクールランブルに関する最新情報を伝えるコーナー。
- ラジオドラマ（♯6～♯13）

スクランのオリジナルショートドラマ。全8話。コーナー間に流される曲の代わりに流されていたのでレギュラーコーナーも通常通り放送。後に発売されたCD『スクールランブル「School Tea Cha !」』『スクールランブル Super Twin Album ～School After～』に4話ずつ収録された。
- 愛の懺悔室（♯12） - リスナーから寄せられた懺悔メールを紹介。後にスクラン二学期ウィークエンドにてレギュラーコーナーとして復活した。
- 見えちゃうんです（♯16） - リスナーから寄せられた心霊体験を紹介。異様な雰囲気に二人とも怖くなってしまったので、清水が強制終了。後半は心理テストになった。
- お姉ちゃんパワー発動＆姐さんパワー発動祭（♯21） - リスナーからの悩み相談をぶった切っていくコーナー。普段の相談とあまり変わらないが、いつもより速いテンポで進行した。
- 見えちゃうんです番外編（♯22） - ♯16を受けてリスナーから寄せられた心理テストを行った。
- お茶会事件簿（特別編） - これまでの放送を振り返るコーナー。
- スクランなんでも相談室（特別編）

番組に寄せられた投稿のうち、特に面白いものを送ったリスナーには清水から茶道部の部員ナンバーがもらえる。判断の基準は清水の独断と偏見。なおリスナーに与えられるナンバーは11番からで、1番～10番は特別な数字として取り置かれていた（歴代のマンスリーパーソナリティーはこれをもらっていた）。

## 番組内で流された歌

### オープニング
- スクランブル（Off Vocal Version）

作曲：スズーキタカユキ / 編曲：UNSCANDAL

### エンディング
- オンナのコ♡オトコのコ（Off Vocal Version）

作曲・編曲：小西康陽

### コーナーとCMの間
ただし放送時間の都合でフルコーラス流せない場合がほとんどであった。
「スクランブル」より
- スクランブル（スクールランブルOP）　♯1･♯2･♯24

作詞・作曲：スズーキタカユキ / 編曲：UNSCANDAL / 歌：堀江由衣 with UNSCANDAL
- Go! Go! Golden Days　♯12･♯21

作詞・作曲・編曲：UNSCANDAL / 歌：堀江由衣 with UNSCANDAL
「オンナのコ♡オトコのコ」より
- オンナのコ♡オトコのコ（スクールランブルED）　♯4･♯21

作詞・作曲・編曲：小西康陽 / 歌：小倉優子
- 恋の呪文はパパピプパ　♯15

作詞・作曲・編曲：小西康陽 / 歌：小倉優子
イメージミニアルバム「塚本天満」より
- ステキな予感（塚本天満キャラクターソング）　♯4･♯18

作詞･作曲：竹中三佳 / 編曲：大森俊之 / 歌：小清水亜美
- Closer　♯6

作詞：Salia / 作曲：shin-go / 編曲・歌：unicorn table
イメージミニアルバム「塚本八雲」より
- 夕顔（塚本八雲キャラクターソング）　♯14･♯17

作詞・作曲：竹中三佳 / 編曲：大森俊之 / 歌：能登麻美子
- 恋のkimochi　♯9・♯15

作詞：和泉優 / 作曲・編曲：岩戸崇 / 歌：佐伯美愛
イメージミニアルバム「周防美琴」より
- The super girl has the super heart（周防美琴キャラクターソング）　♯23

作詞：竹中あこ / 作曲・編曲：大森俊之 / 歌：生天目仁美
- 17's Heart　♯22

作詞：和泉優 / 作曲・編曲：岩戸崇 / 歌：佐伯美愛
- Infinity　♯17

作詞：Salia,shin-go / 作曲：Salia / 編曲・歌：unicorn table
イメージミニアルバム「沢近愛理」より
- Feel my Feeling（沢近愛理キャラクターソング）　♯19・♯22

作詞：竹中あこ / 作曲・編曲：大森俊之 / 歌：堀江由衣
- アマイユメ　♯7･♯8･♯15

作詞・作曲：Salia / 編曲：shin-go / 歌：unicorn table
イメージミニアルバム「高野晶」より
- Boy（高野晶キャラクターソング）　♯1･♯6

作詞：和泉優 / 作曲・編曲：岩戸崇 / 歌：清水香里
- He stands the rain（塚本天満キャラクターソング）　♯19

作詞：みやざきみえこ / 作曲・編曲：大森俊之 / 歌：小清水亜美
イメージミニアルバム「一条かれん」より
- 毎日がRendez-vous（一条かれんキャラクターソング）　♯20

作詞：相吉志保 / 作曲・編曲：大森俊之 / 歌：南里侑香
- スキダカラ。　♯18

作詞：和泉優 / 作曲・編曲：岩戸崇 / 歌：佐伯美愛
イメージミニアルバム「サラ・アディエマス」より
- Best Friend（サラ・アディエマスキャラクターソング）　♯10･♯23

作詞：竹中あこ / 作曲・編曲：大森俊之 / 歌：福井裕佳梨
イメージミニアルバム「播磨拳児」より
- 銀河沿線’05（播磨拳児キャラクターソング）　♯2･♯16

作詞：コバヤツヅン / 作曲・編曲：大森俊之 / 歌：高橋広樹
- ドジビロンのテーマ　♯5

作詞：コバヤツヅン / 作曲・編曲：大森俊之 / 歌：浪花十三
スクールランブル オリジナルサウンドトラック「SOUND SCHOOL」より
- School Rumble 4 Ever（スクールランブル最終回ED）　♯13・♯25・特別編

作詞：相吉志保 / 作曲・編曲：たかはしごう / 歌：小清水亜美・生天目仁美・堀江由衣・清水香里
- 君へ~風にのせて~（播磨拳児キャラクターソング）　♯3

作詞：コバヤツヅン / 作曲・編曲：大森俊之 / 歌：高橋広樹
「スクールランブル Super Twin Album ~School Tea Cha！」より
- す、す、すきです　♯11・お正月SP

歌：高橋広樹・小清水亜美
「せんちめんたる じぇねれ～しょん」より 
- せんちめんたる じぇねれ～しょん（スクールランブル二学期OP）　♯24・♯25・特別編

作詞・作曲：つんく / 編曲：鈴木俊介 / 歌：時東ぁみ
「①さなぎのバスローブ」より（スクールランブルとは関係ないミニアルバム）
- 発明美人とパインナッポー!!　♯20

作詞・作曲：つんく / 編曲：平田祥一郎 / 歌：時東ぁみ

## 放送時間
- ラジオ大阪　毎週日曜 23:30～24:00
- 文化放送　毎週月曜 21:00～21:30（1日遅れ）